# Красная рука, чёрная простыня, зелёные пальцы
«Красная рука, чёрная простыня, зелёные пальцы» — повесть Эдуарда Успенского, написанная по мотивам «детских страшилок». Успенский собрал множество таких историй и объединил их в небольшую повесть детективного жанра. Впервые печаталась в журнале «Пионер» № 2, 3, 4 за 1990 год с подзаголовком «страшные повести для бесстрашных школьников».

## История страшилок
Детские страшилки — небольшие рассказы жанра городского фольклора.
В какой-то степени эти жуткие мистические истории являются возрождением традиционных бывальщин и быличек в условиях современной городской жизни и осмысления детьми актуальных проблем реальной жизни (одиночество, страх смерти и т. д.).
Страшилкам сопутствовал определенный ритуал рассказывания.
Как правило, они рассказывались в пионерских лагерях детьми перед сном или в других условиях, когда в темное время суток собиралась в отсутствие взрослых группа детей.
Ритуал рассказывания мог включать «замогильный» голос, тягучее произношение, страшное лицо в кульминационный момент.
Эффект устрашения усиливается тем, что слушающий включает собственную фантазию и, в сравнении с фильмами ужасов, не может видеть, а лишь представляет картины в самом ужасном виде, в том виде, который наиболее страшен лично для него, воплощает его индивидуальные фобии.
Интересно, что литературовед О. Ю. Трыкова, говоря о современной консервации жанра страшилок, видит одну из причин в том, что «утрачивается одно из главных условий процветания жанра — тайность его бытования», поскольку из сокровенного пласта детской субкультуры страшилки стали предметом всеобщего достояния, начало чему было положено Э. Успенским.

## Сюжет
Сюжет повествует о приключениях молодого смелого и сообразительного милиционера-практиканта Виктора Рахманина, которому на время летней практики поручается расследование загадочных убийств. В списке «подозреваемых» — не изученные наукой или правоохранительными органами мистические силы, например светящаяся красная рука, вылезающая из стены, женщина с красным лицом, замечаемая перед убийством или пожаром.

Вступая в схватку с потусторонними, незнакомыми и страшными силами, Виктор проявляет находчивость и отвагу. Он встречается со «свидетелями» этих происшествий (директор лагеря, дети, продавцы, коллеги-милиционеры), ездит в командировки по разным городам, обследует загадочные места — кладбища, особняки. Очень живописно автор описывает городки, улочки и местечки, в которые попадает герой. Интересен и внутренний диалог Виктора, который, понимая абсурдность детских пугалок, вынужден по всей форме расследовать происшествия, основанные на неподтверждённых слухах. С каждой страницей автор всё сильнее интригует читателя приключениями бравого милиционера, бросившего вызов потусторонним силам, воплощающим самые страшные, детские фантазии обыкновенного человека…

## Художественная ценность
Повесть нацелена на детско-юношескую аудиторию и служит скорее для того, чтобы развеселить, чем чтобы напугать.
Одним из первых в детской литературе Эдуард Успенский обратился к жанру страшного фольклора.
В 1986 году, выступая в радиопередаче «Пионерская зорька», он попросил школьников присылать известные им страшные истории.
Полученные письма с записанными детьми страшилками легли в основу новой повести.
Писателю удалось умело спародировать поэтику фольклорной страшилки, соединить драматические темы с авторской иронией, мастерски преподнести читателям разного возраста собранную им коллекцию страшных историй.
Исследователями повесть «Красная Рука, Чёрная Простыня, Зелёные Пальцы» определяется как своеобразная игра в сказку, построенная на характерном для разных произведений Э.Успенского переосмыслении сюжетов, мотивов и образов традиционного и городского фольклора.
Произведение выдержало испытание временем и по-прежнему любимо читателями.

## Издания
- Эдуард Успенский. Красная рука, черная простыня, зеленые пальцы: Страшная повесть для бесстрашных школьников. — Ставрополь, 1991. — 47 с.
- Эдуард Успенский, Андрей Усачёв. Красная Рука, Чёрная Простыня, Зелёные Пальцы. — М.: Экономика, 1992 г. — 287 с. — 100000 экз. — ISBN 5-282-01730-X.
- Эдуард Успенский. Красная рука, черная простыня, зеленые пальцы. — Росмэн, 1997. — 112 с. — 30 000 экз. — ISBN 5-257-00217-5.
- Эдуард Успенский. Ужастики. Красная рука, черная простыня, зеленые пальцы. — Мир «Искателя», 2001. — 160 с. — 10 000 экз. — ISBN 5-94743-020-7.